# 飯沼誠司
飯沼 誠司（いいぬま せいじ、1974年12月18日 - ）は、日本のライフセーバー、俳優、タレント。東京都出身。血液型はA型。身長176cm。体重70kg。特技は英語。妻は女優でタレントの中山エミリ。
日本大学鶴ヶ丘高等学校、東海大学体育学部卒業。2010年、ライフセービング競技世界大会にてSERC競技において銀メダル獲得。2014年、早稲田大学大学院スポーツ科学研究科修士課程1年制トップスポーツマネジメントコース修了。ライフセービング競技日本代表監督。

## 人物
- 2001年、日本人初のプロライフセーバーとしてバラエティーなどに出演して注目を集める。現在はドラマでも活躍。
- 2007年8月15日放送の『クイズ!ヘキサゴンII』に初めて出演。13位と下位で「脳解明クイズ」挑戦、質問なしで正解するが「行列! 早抜けリレークイズ」でカメラに指を差し自信満々に珍回答を答え「つるのってる」と言われる。また、リレークイズの為、自分が正解できずに、後続の同じチームに迷惑をかけていると「ライフセーバーだけどアンタが溺れとる」と司会の島田紳助に突っ込まれるシーンも度々あった。ヘキサゴンには2008年1月までに4回出演。
- 2010年4月22日、女優の中山エミリとの入籍を発表した。入籍日は「良い夫婦の日」を選んで入籍したとのこと。

## スポーツマンNo.1決定戦
- プロライフセーバーで身体能力が非常に高いことで、最強の男は誰だ!壮絶筋肉バトル!!スポーツマンNo.1決定戦の第10回芸能人サバイバルバトルに参戦。BURN OUT GUYS 4位、POWER FORCE 3位の活躍を見せ、さらにはQUICK MUSCLEで当時歴代3位の171回をマークしてNo.1、TAIL IMPOSSIBLEではプロライフセーバーの意地を見せ、余裕でNo.1を獲得し、暫定総合1位に立つも、最終種目SHOT-GUN-TOUCHで永井大となかやまきんに君に逆転され、総合3位入賞に終わる。
- 第12回大会ではMONSTER BOXとSHOT-GUN-TOUCHの2種目で自己記録を塗り替え、さらにWORK OUT GUYS 3位、BEACH FLAGS 準々決勝進出、QUICK MUSCLE 4位の活躍を見せて総合4位入賞。
- 第13回大会ではハイレベルであったことから、QUICK MUSCLE終了時点で暫定総合7位だったが、TAIL IMPOSSIBLEで2度目の種目別No.1を獲得し、逆転でファイナリスト入りを果たし、SHOT-GUN-TOUCHでは唯一3回の試技全て成功を収め、総合4位入賞を果たす。

芸能人サバイバルバトル
| 大会       | 放送日        | 総合順位 |
| ---------- | ------------- | -------- |
| 第10回大会 | 2002年9月27日 | 3位      |
| 第12回大会 | 2003年9月26日 | 4位      |
| 第13回大会 | 2004年4月5日  | 4位      |

## 出演

### テレビドラマ
- 早乙女タイフーン（2001年、テレビ朝日）
- 土曜ワイド劇場「救急救命士・牧田さおり」（2002年 - 2009年） - 内藤伸介役
- 一攫千金夢家族（2002 - 2003年、TBS）
- テイクオフ!（2004年、フジテレビ）
- 土曜ワイド劇場「殺人リプレイ」（2005年3月12日、テレビ朝日） - 山倉晴彦役
- 空中ブランコ（2005年、フジテレビ）
- 海猿 UMIZARU EVOLUTION（2005年、フジテレビ）
- おとなの夏休み（2005年、日本テレビ）
- 功名が辻（2006年、NHK）
- 土曜ワイド劇場「鉄道捜査官」（2006年、テレビ朝日） - 大西次郎役
- 相棒 Season5 第14話（2007年、テレビ朝日）
- 水曜ミステリー9（テレビ東京）
  - 西村京太郎サスペンス トラベルライター 榊佑子の殺人紀行（2008年1月） - 三田功役

### 映画
- ウォーターボーイズ（2001年）
- 海猿 ウミザル（2004年）
- LIMIT OF LOVE 海猿（2006年）
- キューティーガール 美少女ボウラー危機一発
- 爆走デコトラ烈伝

### バラエティー
- 最強の男は誰だ!壮絶筋肉バトル!!スポーツマンNo.1決定戦（TBS） - 過去3大会ファイナリスト
- ダウンタウンのガキの使いやあらへんで!!（日本テレビ） - 「松本vs浜田チーム競泳50mリベンジ対決」（2001年2月11日放送）にて、浜田チームのコーチとして出演した。
- ザ・ベストハウス123（フジテレビ） - 準レギュラー
- クイズ!ヘキサゴンII（フジテレビ） - 不定期出演
- 地球感動配達人 走れ!ポストマン（毎日放送） - レギュラー
- 有吉ゼミ

### CM
- ユニクロ
- イオングループ スポーツサイクル09年秋編

ミズノスイムウエア
ラーメン　凄麺

### 舞台
- GOOD LADY×BAD BOY

## 著書
- パーフェクトスイミングブック ISBN 4583611897 ベースボール・マガジン社 （2002年）